# Lac de Snagov
Le Lac de Snagov est un lac situé à 23 - 30 km de Bucarest, dont l'émissaire est la Ialomita, un affluent du Danube.  

## Géographie
Il a une superficie de 5,75 km2.
Les légendes prétendent que Dracula, historiquement Vlad III l'Empaleur y serait enterré. Aucun élément ne permet cependant de confirmer ce fait.  